# Lublinia irenae
Lublinia irenae är en insektsart som beskrevs av Pieter D. Theron 1982. Lublinia irenae ingår i släktet Lublinia och familjen dvärgstritar. Inga underarter finns listade i Catalogue of Life.